# エミュー戦争
エミュー戦争（エミューせんそう、The Emu War）、またはエミュー大戦争（エミューだいせんそう、The Great Emu War）とは、オーストラリアに位置する西オーストラリア州キャンピオン地区で行われた、1932年後半にかけて同国で着手されたエミューに対する有害な野生動物管理の作戦である。エミューの個体数を抑制するこの作戦には、機関銃で武装した兵士が動員されたため、メディアではこの出来事に言及する際「戦争」の名を使うようになったとされている。

## 背景
エミューはオーストラリア固有のオーストラリア最大の鳥である。大型で飛行能力が皆無で、走る速度は時速50キロメートルに達する事がある。エミューは毎年繁殖期を終えると内陸地域から沿岸部に向かって移動する。エミューは雑食であり、草花、果物、昆虫を食べる。
第一次世界大戦後、オーストラリア出身の在郷軍人は多数のイギリス人退役兵と共に西オーストラリア州の辺境地域で農耕に従事していた。1929年世界恐慌に襲われると、これらの農家には政府が補助金の形での援助を約束して小麦の生産拡大を奨励したが、補助金は支払われることはなかった。政府の奨励と約束された助成金にもかかわらず、小麦の価格は下がり続け、1932年10月まで事態は深刻になった。農家は春の収穫物を刈り入れる準備をしながらも、同時に小麦の出荷を拒否するなどと脅迫していた。

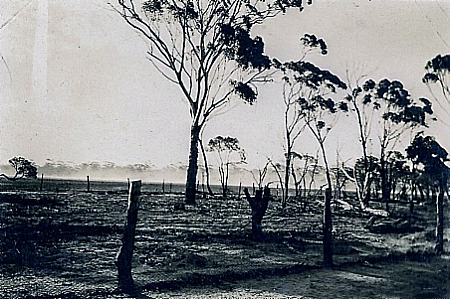
エミューによって荒らされ休耕に追い込まれた農地。

繁殖期後の大移動により、2万羽に及ぶエミューが到来すると、農家が抱える困難は大きくなった。西オーストラリアの農家が家畜に供するよう開拓した土地と追加した給水の存在から、それらの耕作地が良好な住処であることに気付いたエミューは、農業区域、特にキャンピオン、ウォルグーラン周辺の辺境地域の農地を侵食し始めた。エミューは収穫物を食い荒らしただけでなく、柵を欠損させたため、ウサギが侵入し二次被害を引き起こす恐れがあった。
農家等はエミューの収穫物被害について懸念を伝え、退役軍人の代表者が国防大臣ジョージ・ピアース卿に面会するため派遣された。軍人でもあった入植者は、第一次世界大戦に従軍した経験から機関銃の有効性を大いに認識しており、機関銃の配備を要請した。大臣は条件付きながら承諾した。銃は軍の人員が扱うこと、部隊の輸送は西オーストラリア州政府が出資すること、農家は食糧、宿、弾薬費用を提供することを条件にした。ピアース大臣はエミューがよい射撃練習とと考えたこともあり、配備を支持した。もっとも、政府内に西オーストラリアの農家を援助していると見られるための方策にもなると考えた者がおり、その目的のためにフォックス・ムービートーンの撮影監督が徴兵されたとの説もある。

## 軍事行動

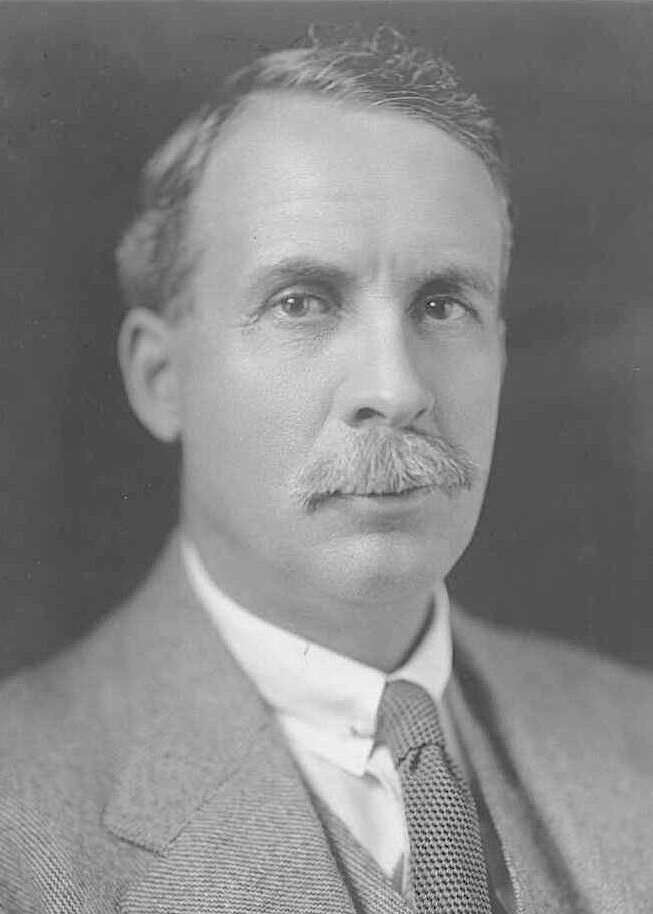
軍隊にエミューの個体数削減を命じたジョージ・ピアース卿。後に議会でジェームズ・デュン上院議員に「エミュー戦争大臣」と呼ばれた。

軍隊の関与は1932年10月の開始が予定された。「戦争」はオーストラリア陸軍砲兵隊重砲兵第7中隊G・P・W・メレディス少佐の指揮により遂行された。メレディス少佐は兵士2名にルイス軽機関銃2丁、弾薬1万発の装備を命じた。しかし、長雨のせいでエミューを広域に分散させたため、作戦は延期された。1932年11月2日までに雨は止み、同日の時点で、農家を支援するとともに、新聞記事によれば、羽毛をオーストラリア軽騎兵隊員の帽子作りに供するよう、エミューの皮100枚を収集せよとの命令に従って部隊が配属された。

### 第1次作戦
11月2日、軍隊はキャンピオンに移動しエミュー50頭を目撃した。エミューは銃の射程外であったため、地元の入植者等が伏兵のところへ追い込もうと試みたが、エミューは細かい群れに分かれ、狙われにくいように逃走した。それでも、最初の機関銃による一斉射撃は射程の関係で効果がなかったものの、2回目の射撃では「多数」のエミューを殺すことができた。同日のうちにまた小規模な群れに遭遇し、「恐らく十数頭」が殺された。
11月4日、特筆すべきことが起こった。メレディス少佐は地域の堰近くに伏兵を配置していたが、その地点に1000頭以上のエミューが向かっていることが確認されたのである。今回、砲兵隊員は発砲する前にエミューが至近距離に近づくまで待機した。しかし、わずか12頭を殺した後に銃が作動不良で動かなくなり、それ以上殺せないうちに残りは離散した。その日に更なるエミューは発見されなかった。
エミューが「かなりおとなしい」 と報じられる南方への移動を選択してから数日間、努力の甲斐なく限定的な戦果しか得られなかった。ある段階では機関銃のうち一丁をトラックから射撃する試みまで行ったが、その手段は無効だと分かった。トラックはエミューに接近することができず、また運転が荒く砲兵隊員が射撃できなかったためである。最初の交戦から6日後の11月8日までに2500発の弾薬が発射された。エミューの犠牲頭数は明らかでない。50頭程度とする記録もあるが、他の記録は200から500頭の範囲で揺れている。500頭は入植者により報告された頭数である。メレディス少佐による公式報告によれば、部下に死傷者は出なかった。
鳥類学者ドミニック・サーベンティ―はこの掃討作戦を総括してエミューの戦術の比喩を交え、以下のように批評した。
| 「 | エミューの密集した集団に至近距離で撃ち込もうという機関銃兵の夢想は間もなく崩れ去った。エミューの司令部は明らかにゲリラ戦術を発令しており、厄介なエミュー軍は間もなく軍備の使用を不経済化する無数の小規模部隊に分裂した。従って、意気消沈した野戦軍は約1ヶ月後に戦闘地域から撤退した。 | 」 |

11月8日、オーストラリア代議院の代議士が作戦について協議を行った。地元メディアでは出来事を否定的に報道し、中には「僅か数頭のみ」のエミューが死んだとする主張もあったため、これを受けて11月8日、ピアース大臣は軍隊と銃を撤収させた。
撤退後、メレディス少佐はエミューをズールー人に譬え、重傷を負っても発揮されるエミューの機動力についてこう評した。
| 「 | もしエミューの弾丸輸送能力を持つ一個師団があれば、世界中のどの軍隊にも立ち向かうだろう。エミューは機関銃に戦車の不死身さをもって立ち向かうことができる。まるでダムダム弾ですら止められなかったズールー人のようだ。 | 」 |

### 第2次作戦

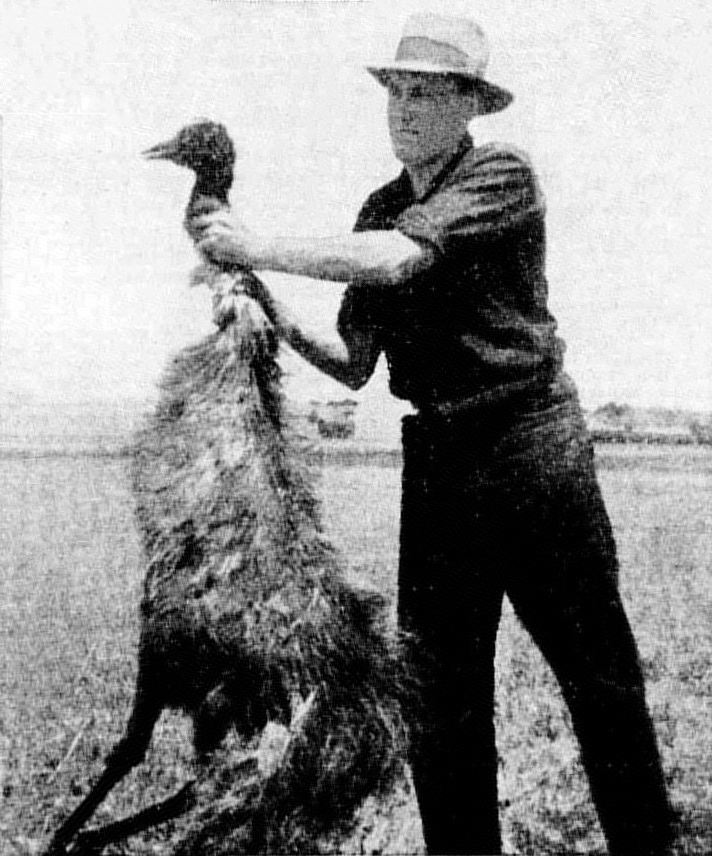
殺害されたエミューを持つ男性。ランド紙はこの写真に「エミュー戦争の死傷者」という見出しを付けた。

軍の撤退後もエミューの収穫物被害は続いた。農家などは、エミューが数千頭単位で農地を襲撃するようになった原因である猛暑と旱魃に言及し、再び支援を求めた。ジェームズ・ミッチェル西オーストラリア州首相は軍事支援の再開に向け強い支持を行った。さらに、基地司令の報告では、最初の作戦においてエミュー300頭が殺されていたことが示された。
国防大臣は農家の要請と基地司令の報告を採択し、11月12日までに軍隊が先の取組を再開することを承認した。大臣は上院において、エミューの厖大な個体群による農業への深刻な脅威に兵士が立ち向かう必要がある理由を説き、決定を弁護した。軍隊は西オーストラリア政府が必要な人員を確保することを期待して銃の貸与に同意したが、州には経験豊富な機関銃士が明らかに不足しており、再びメレディス少佐が戦地に配された。
軍隊は1932年11月13日に戦地に赴き、最初の2日間で約40頭のエミューを殺害するなどある程度の戦果を収めた。3日目の11月15日は戦果が大幅に下がったが、12月2日までに毎週およそ100頭のエミューが銃殺された。メレディス少佐は12月10日に呼び戻されたが、その報告では弾薬9860発をもって986頭を殺害したとしており、確認された殺害の1件につき10発の割合となる。加えて、即死でなかった傷のためエミュー2500頭が後に死亡したとされる。

## 事後
この戦争終了については、それがあまりに馬鹿げたものであって、国費の浪費であるとの判断があったとの批判もある。政府はエミュー掃討を訴えた農家に対し、戦費として計24ポンドの請求書を送ったことがそれを示すという。その内訳は以下のようなものであった。
- 軍の食料に要したる費用：9ポンド
- 軍の移動に要したる費用：10ポンド
- 運搬車の破損修理等に要したる費用：5ポンド

掃討作戦には諸々の問題があったにもかかわらず、同地域の農家は1934年、1943年、1948年にも軍の支援を要請し、いずれも政府に却下された。その代わり、1932年に開始されていた報奨金制度が続行され、制度は効果的であった。1934年の6ヶ月間で57034件の報奨金が支払われたとされる。
1932年12月までにエミュー戦争は流行語となり、イギリスでも流行した。同国の保護主義者の中には「希少種エミューの根絶」として掃討作戦に反対する者もいた。オーストラリアの高名な鳥類学者ドミニック・サーベンティ―博士は「エミューを大量殺戮しようとする試み」と評した。その後個体数は減少し、2018年には国際自然保護連合のレッドリストに入れられた。しかし、エミューが人里に降りて作物や花壇に被害が出るというのは時々起きている。